# Петар Ћирица
Петар Ћирица (Београд, 20. априла 1975) српски је позоришни, телевизијски и филмски глумац.
Дипломирао је на Академији уметности у класи професора Петра Краља, а прву значајнију филмску улогу остварио је у Лајању на звезде.

## Улоге

### Позоришне представе
| Наслов                        | Улога          | Редитељ           | Позориште                       | Премијера           |
| ----------------------------- | -------------- | ----------------- | ------------------------------- | ------------------- |
| Буба у уху                    | Рагби          | Љубиша Ристић     | Југословенско драмско позориште | 7. јун 1971.        |
| У потрази за Марселом Прустом |                | Дејан Мијач       | Југословенско драмско позориште | 25. мај 1990.       |
| Народни посланик              |                | Дејан Мијач       | Југословенско драмско позориште | 15. март 1991.      |
| Разбојници                    |                | Бранислав Лечић   | Југословенско драмско позориште | 29. фебруар 1992.   |
| Оксиморон                     | Носач-болничар | Дејан Мијач       | Култ театар                     | 6. април 1994.      |
| Троил и Кресида               | Антенор        | Дејан Мијач       | Југословенско драмско позориште | 5. август 1994.     |
| Последњи дани човечанства     | Колпортер      | Горчин Стојановић | Југословенско драмско позориште | 23. септембар 1994. |
| Госпођа министарка            | Момак          | Дејан Мијач       | Југословенско драмско позориште | 11. јануар 1996.    |
| Мизантроп                     | Редар          | Дејан Мијач       | Југословенско драмско позориште | 11. фебруар 1997.   |
| Три сестре гледају Чехова     |                | Чарни Ђерић       | Позориште „Душко Радовић”       | 2. јун 2009.        |

### Филмографија
|                   | 1980▼ | 1990▼ | 2000▼ | 2010▼ | 2020▼ | Укупно |
| ----------------- | ----- | ----- | ----- | ----- | ----- | ------ |
| Дугометражни филм | 0     | 2     | 1     | 6     | 1     | 10     |
| ТВ филм           | 2     | 3     | 0     | 0     | 0     | 5      |
| ТВ серија         | 1     | 1     | 1     | 13    | 6     | 22     |
| Кратки филм       | 0     | 1     | 0     | 0     | 0     | 1      |
| Укупно            | 3     | 7     | 2     | 19    | 7     | 38     |

| Год.       | Назив                                | Улога                  |
| ---------- | ------------------------------------ | ---------------------- |
| 1980-е▲    |                                      |                        |
| 1981.      | Седам секретара СКОЈ-а (серија)      | Дете                   |
| 1984.      | Проклета авлија (ТВ филм)            |                        |
| 1985.      | Томбола (ТВ филм)                    |                        |
| 1990-е▲    |                                      |                        |
| 1990.      | Ваљевска болница (ТВ филм)           | Рањеник                |
| 1990.      | Иза зида (ТВ филм)                   | Младић                 |
| 1991.      | Кућа за рушење (ТВ филм)             | Тапкарош 3             |
| 1993.      | Суза и њене сестре                   | Пирке                  |
| 1993—1993. | Срећни људи (серија)                 | Студент / носач        |
| 1997.      | Low Kick (кратки филм)               | Боксер                 |
| 1998.      | Лајање на звезде                     | Будимир Вујић — Дим    |
| 2000-е▲    |                                      |                        |
| 2003.      | Сјај у очима                         | Младић из парка        |
| 2009.      | Рањени орао (серија)                 | Пилот 1                |
| 2010-е▲    |                                      |                        |
| 2010—2011. | Мој рођак са села (серија)           | Лимар                  |
| 2016.      | Рана моје мајке                      |                        |
| 2016.      | Главом кроз зид (серија)             | Сировина               |
| 2016.      | Андрија и Анђелка (серија)           | Ђуро Бутка             |
| 2016.      | Сумњива лица (серија)                | Муштерија 2            |
| 2017.      | Врати се Зоне                        | Келе Крстић            |
| 2017.      | Лептир                               | Абда                   |
| 2017.      | Пси лају, ветар носи (серија)        | Убица                  |
| 2018.      | Немањићи — рађање краљевине (серија) | Први разбојник         |
| 2018.      | Изумирање                            | Канцеларијски радник 2 |
| 2018.      | Погрешан човек (серија)              | Први Михајлов пријатељ |
| 2018.      | Intrigo: Death of an Author          |                        |
| 2018.      | Краљ Петар Први                      | Бравар                 |
| 2018—2020. | Жигосани у рекету (серија)           | Савић                  |
| 2019.      | Беса (серија)                        | Дебели                 |
| 2019.      | Шифра Деспот (серија)                | Дебели таксиста        |
| 2019.      | Краљ Петар Први (серија)             | Бравар                 |
| 2019.      | Државни службеник (серија)           | Газда Халал експреса   |
| 2019—2020. | Сенке над Балканом (серија)          | Пиштољмалац Ћира       |
| 2020-е▲    |                                      |                        |
| 2020.      | Јужни ветар (серија)                 | Вајов возач            |
| 2021.      | Тајне винове лозе (серија)           | Инвеститор 2           |
| 2021.      | Кљун (серија)                        | Будо                   |
| 2022.      | Бунар (серија)                       | Полицајац              |
| 2022.      | Miss Scarlet and The Duke            | Продавац хлеба         |
| 2022.      | Шетња са лавом (серија)              | Чувар затвора          |
| 2022.      | 3211                                 | Старији затвореник     |